# Батерија
У науци и технологији, батерија је електрохемијски уређај у коме је ускладиштена хемијска енергија (у виду потенцијалне енергије), која се може претворити у електричну енергију када се крајеви батерије, електроде, споје проводником. Батерија је уређај који се састоји од једне или више електрохемијских ћелија са спољним прикључцима за напајање електричних уређаја као што су батеријске лампе, паметни телефони, и електрична кола. Кад батерија пружа електричну снагу, њен позитивни прикључак је катода, а њен негативни прикључак је анода. Терминал означен као негативан је извор електрона који ће тећи кроз спољашње електрично коло до позитивног терминала. Катода и анода дакле, међусобно повезани преко спољног кола, представљају медијум  за пренос наелектрисања и при томе учествују у редокс реакцијама као активне масе. Pедокс процеси - процеси који дају енергију, одвијају се на граници фазе електрода/електролит, док се електрони (ослобођени из аноде током реакција оксидације) транспортују кроз спољни електрични круг (до катоде) стварајући даље електричну енергије која се може користити за напајање потрошача. Другим речима, када се батерија повеже на спољашње електрично оптерећење, редокс реакција конвертује високо-енергетске реактанте у производе ниске енергије, и разлика слободне енергије се испоручује спољашњем колу као електрична енергија. Електролит је хемијска врста која је истовремено и електронски изолатор - физички раздваја аноду и катоду и јонски проводник - има улогу да осигура транспорт јонских врста између електрода. Историјски термин „батерија” се специфично односио на уређај који се састојао од вишеструких ћелија, међутим његова употреба је еволуирала тако да сада обухвата уређаје који се састоје од једне ћелије. Прва позната батерија је Багдадска батерија из периода 250. п. н. е. и 640. п. н. е. Модерне батерије раде на принципу који је изумео италијански физичар Алесандро Волта 1800. године.
Батерије спадају у такозване примарне изворе електричне енергије, јер претварају хемијску енергију у електричну и не могу се пунити (процес није реверзибилан). За разлику од батерија, акумулатор спада у секундарне електрохемијске изворе (реверзибилне) електричне енергије и може више пута претварати хемијску у електричну енергију и обрнуто (може се пунити и празнити). Други назив за батерију је примарни галвански елемент. Галвански елементи су примарни хемијски извори струје. Постоји више врста галванских елемената: Волтин, Данијелов, Лекланшов итд. Данијеловим елементом може се на једноставан начин објаснити принцип батерије. Данијелов елемент се састоји од цинкане електроде потопљене у раствор цинк-сулфата (4) и бакарне електроде која се налази у раствору бакар-сулфата (4), једни од другог одвојени су посудом од порозног материјала кроз чије зидове могу да пролазе само јони SO4. Када се цинкана електрода стави у разблажени водени раствор цинк-сулфата атоми цинка спонтано прелазе у раствор као позитивни јони Zn2+ остављајући своја два електрона на електроди. Прелажењем јона цинка у раствор, електрода постаје негативно наелектрисана, а раствор позитивно. У врло танком пограничном слоју између цинкане електроде и раствора настаје електрично поље усмерено тако да се супротставља прелажењу јона Zn2+ у раствор. Што више јона пређе у раствор, ово поље је све јаче. Убрзо то електрично поље достиже ону вредност при којој се електрична сила изједначава са хемијском, те се даље прелажење јона Zn2+ у раствор зауставља и наелектрисање електроде и раствора се више не повећавају.
Батерије су доступне у мноштву облика и величина, од минијатурних ћелија које се користе за напајање слушних апарата и ручних сатова до малих, танких ћелија које се користе у паметним телефонима, до великих оловно киселинских батерија или литијум-јонских батерија у возилима, и у крајњем екстрему, огромне батеријске банке величине собе која пружа резервну или хитну снагу за телефонске централе и рачунарске дата центре. Према процени из 2005. године, индустрија батерија је широм света генерисала 48 америчких долара милијарди у продаји сваке године, са годишњим растом од 6%.

## Историја
Употреба „батерије” за описивање групе електричних уређаја датира из времена Бенџамина Френклина, који је 1748. године описао вишеструке Лејденске посуде по аналогији са батеријом топова (Бенџамин Френклин је позајмио термин „батерија” из војске, где се односи на оружје које заједнички дејствује).
Италијански физичар Алесандро Волта израдио је и описао прву електрохемијску батерију, волтни елемент, 1800. године. Она се састојала од бакарне шипке и цинкане плоче, раздвојених расолом натопљеним папирним дисковима. Она је могла да производи постојану струју током знатног временског периода. Волта није разумео да је напон последица хемијских реакција. Он је сматрао да су његове ћелије неисцрпан извор енергије, и да су повезани корозиони ефекти на електродама пука непријатност, а не неизбежна последица њиховог рада, као што је то показао Мајкл Фарадеј 1834. године.
Ране батерије су биле од велике важности у експерименталној примени, међутим у пракси су њихови напони флуктуирали и оне нису могле да обезбеде велику струју током дужих периода. Данијелову ћелију је измео 1836. године британски хемичар Џон Фредерик Данијел. Она је била први практични извор електрицитета, тако да је постала индустријски стандард и доживела широку адаптацију као извор напајања за мреже електричних телеграфа. Она се састојала од бакарне посуде напуњене бакар сулфатним раствором, у који је био уроњен неглазирани глинени суд напуњен сумпорном киселином са цинканом електродом.
Ове влажне ћелије су користиле течне електролите, те су биле склоне цурењу и просипању, ако се њима није правилно руковало. Многе су користиле стаклене посуде за држање њихових компоненти, што их је чинило крхким и потенцијално опасним. Ове карактеристике су учиниле влажне ћелије неподобним за портабилне видове примене. При крају деветнаестог века, изум батерија са сувим ћелијама, у којима су течни електролити замењени пастом, учинио је практичним портабилне електричне уређаје.

## Лекланшов чланак
Постоје разни уређаји који имају способност да на једном (негативном) прикључку нагомилају слободне електроне, који зато недостају на другом крају уређаја или позитивном прикључку. Такав учинак може се постићи на пример физичко-хемијским реакцијама у тзв. Лекланшовом чланку, који је боље познат под изразом батеријски чланак или батерија. Лекланшов чланак је врста галванског чланка који је добио име по француском електричару Жоржу Лекланшу. Она се састоји од суда од цинка у који се смјешта хемијски активна материја - тзв. електролит и у њему уроњен угљена шипка. Такав чланак захваљујући физичко-хемијским процесима у електролиту ствара разлику потенцијала од 1,5 V на својим изводима. При томе ће се електрони гомилати на цинканом суду, тј. цинкани плашт прикупља негативни извод, а угљена шипка позитивни извод или пол батерије.

### Принцип рада
Негативни пол (анода) је цинкана чашица. Позитивни пол (катода) је угљени штапић у смеси манган-диоксида (MnO2) и угљене прашине (чађи). Електролит је водени раствор амонијум хлорида и цинк хлорида (2) који је додавањем скроба претворен у пасту.
Затварањем струјног кола између негативног и позитивног пола (искориштавања „батерије”), почињу реакције:
- анодна реакција на негативном полу (чашици):

- катодна реакција на позитивном полу (штапићу):

Збрајањем те две реакције се добија:
Дакле, на негативном се полу ослобађају два електрона која путују кроз потрошач (где обављају одређени рад) те долазе до позитивног пола, где учествују у хемијској реакцији. Кад се сав цинк на чашици „потроши” (односно кад већина цинка отпусти по два електрона), хемијска реакција више није могућа па се каже да је „батерија празна”. Лекланшов чланак није поново пуњив, односно након „потрошње” цинка постаје неупотребљив. Покушај пуњења батерија које нису за то предвиђене, редовно резултира експлодирањем, или у најмању руку „надувавањем” батерије с цурењем агресивног електролита који нагриза уређаје у које је батерија уложена.
Нови Лекланшов чланак (цинк-угаљ) даје напон од 1,5 V. Неке врсте батерија (литијумске, никал-кадмијумске и др.) могу међутим имати и мањи радни напон, тј. 1,2 V по чланку. За веће напоне, комбинује се (повезује се у серију) више чланака. Батерије имају мали капацитет, па се користе за уређаје с малом потрошњом струје. За већу потрошњу користе се акумулатори или исправљачи, који прикључени на градску електричну мрежу, постају једносмерни извор. Исправљачи се често уграђују у уређај који напајају.

## Компоненте
Ћелије у батерији могу бити повезане паралелно, серијски или комбиновано. Паралелна веза представља везу истоимених електрода и даје исти напон као једна ћелија, али јачу струју због смањене унутрашње отпорности извора. Серијска веза представља везу где се катода једне везује на аноду друге ћелије што на крају даје исту струју као једна ћелија али већи напон. Највећи број батерија које се користе у пракси има серијску везу.

## Врсте
Постоји више врста батерија:
1. (никал-кадмијум) батерија. Она представља прву широко прихваћену пуњиву батерију опште намене. Иако јој је хемијски састав еколошки неприхваћен, велики животни век чини је и данас врло погодном за одређене примене.
2. (никал метални хидрид) батерије су врло раширен тип батерија за мобилне телефоне. Одликује их 30% већи капацитет од  батерија.
3. -јон (литијумски јон) батерије су савремени тип батерије које данас преовладавају као извор напајања мобилних телефона. Одликује их мала маса, знатно већи капацитет од  батерија и већи напон, али су саме по себи врло осетљиве.
4. Литијум-полимер је нова генерација батерија са својствима врло сличним Li-јонским батеријама.
5. Цинк-ваздух су батерије нове технологије.

## Упозорење
На комерцијалним батеријама најчешће пише да се не могу (не смеју) пунити, јер може доћи до њиховог претераног загревања, па чак и експлозије. Пошто се у батеријама налазе хемијска једињења опасна по људски организам и животну средину потребно је обратити пажњу при руковању са њима.
- Треба водити рачуна да нарочито мала деца не дођу у контакт са батеријама, јер је опасно да их прогутају (може доћи до тровања).
- После употребе (празне) батерије не треба бацати на сметлиште или у природу већ их треба прикупљати и рециклирати, како се не би загађивала вода и земљиште (животна средина).